# Liliová (Prachatice)
Liliová je ulice v Prachaticích situovaná souběžně s Hradební ulicí vedoucí podél městského opevnění na západ za hranicí Městské památkové rezervace Prachatice na silniční parcele 1656/2. 

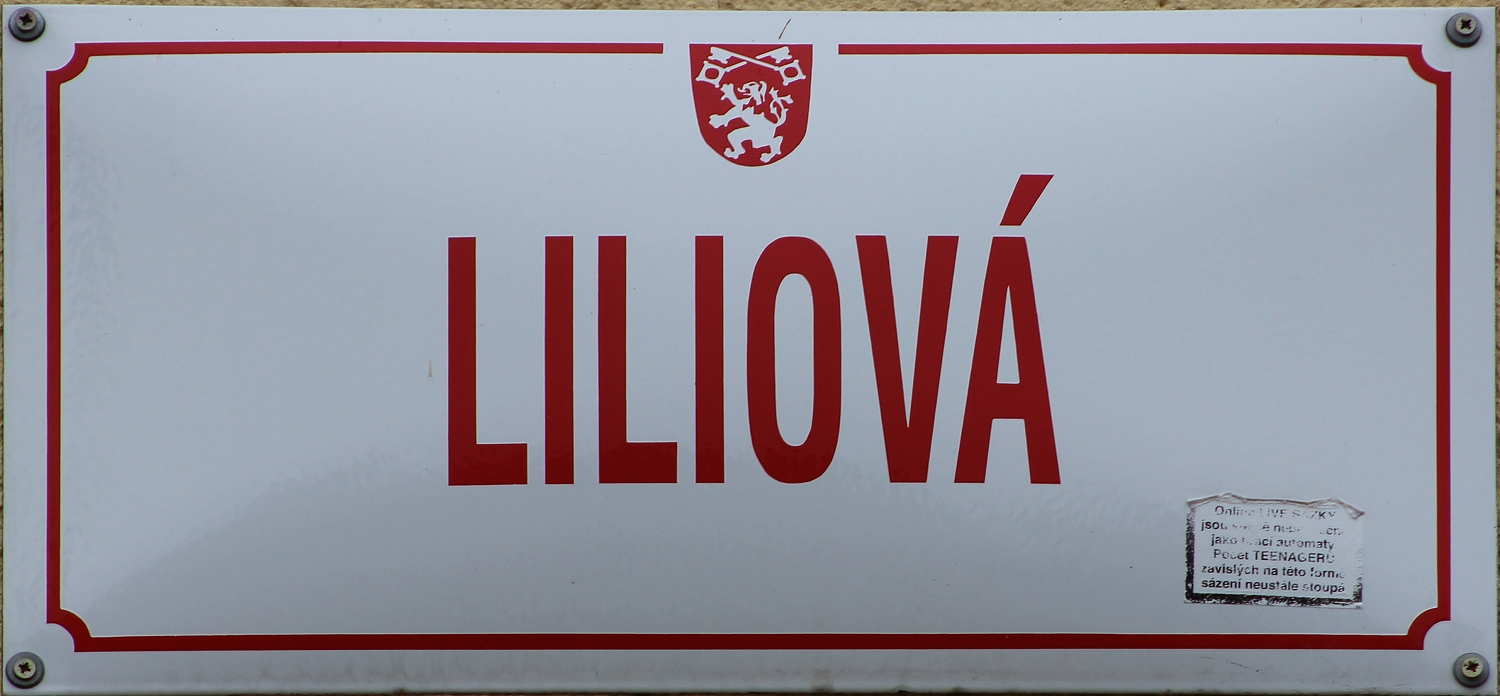
Označení ulice Liliová v Prachaticích

## Historie a popis
Ulice vznikla v letech 1952–1955 výstavbou jednopatrových bytových domů prvního prachatického sídliště v ulici Pod Hradbami. V Liliové ulici bylo postaveno 6 dvoupodlažních domů čísel popisných 429, 437–441. Vede v severojižním směru souběžně s ulicí Hradební na východ a Růžovou ulicí na západ. Její začátek tvoří křižovatka s ulicí SNP severozápadně od  Štěpánčina parku a končí jako slepá ulice u nynější budovy Městského úřadu Prachatice v Hradební ulici. Většina bytů v Liliové ulici (na celém sídlišti v Hradební ulici celkem 122 bytových jednotek) byla určena pro důstojníky ČSLA a jejich výstavba souvisela s vytvářením 62. motostřeleckého pluku jako vševojskového útvaru prvního sledu na státní hranici se Spolkovou republikou Německo. Požadavku stálé bojové pohotovosti odpovídala i poloha nového sídliště v bezprostřední blízkosti hlavní brány nově budovaných kasáren. Návaznost Liliové ulice a celého sídliště v Hradební ulici na postupně rozšiřovaný areál Nových kasáren je hmotným dokladem „militarizace“ Prachatic a jejich přeměny v typické poválečné pohraniční posádkové město na jihozápadní a západní hranici Československa.

## Název ulice
Ulice po svém vzniku delší dobu neměla název. Teprve v roce 1968 Městský národní výbor v Prachaticích na svém XXIV. plenárním zasedání 2. 4. 1968 rozhodl pojmenovat celou ulici jako Obránců míru. V roce 1991 byla schválena změna názvu na Liliová.

## Architektonický a urbanistický význam Liliové ulice
Liliová ulice v Prachaticích tvoří součást uliční sítě navazující na městskou památkovou rezervaci a historické jádro města. Je hmotným dokladem novodobé poválečné zástavby Prachatic, neboť prochází prvním prachatickým sídlištěm v Hradební ulici (První bytový okresek). Archivní výzkum  dějin ulice v kontextu historie Horního předměstí Prachatic je významným dokladem o urbanistickém vývoji města v období po roce 1948. Sídliště v Hradební ulici bylo celé postaveno v nastupujícím stylu socialistického realismu. Domy v Liliové ulici vyjadřují architektonický ideál padesátých let poskytnout ekonomicky úsporným způsobem „co největšímu
počtu obyvatel účelné, pohodlné a krásné bydlení.“ Všechny stavby v ulici využívají ekonomicky šetrné typizace s minimem zdobných architektonických prvků. Stavby jsou jednoduché, s tradičními sedlovými střechami, obdélnými půdorysy a hladkou omítkou.
Na socialistický realismus bytových domů Liliové ulice (a celého sídliště v ulici Pod Hradbami) jednoznačně odkazují architektonické detaily inspirované historismem (českou novorenesancí) a českou renesancí: klasicizující portály domovních vchodů a průchodů, ozdobné prvky fasády. Na všech domech jsou plastická ostění oken, konzoly nesoucí balkony a na střechách vikýře.

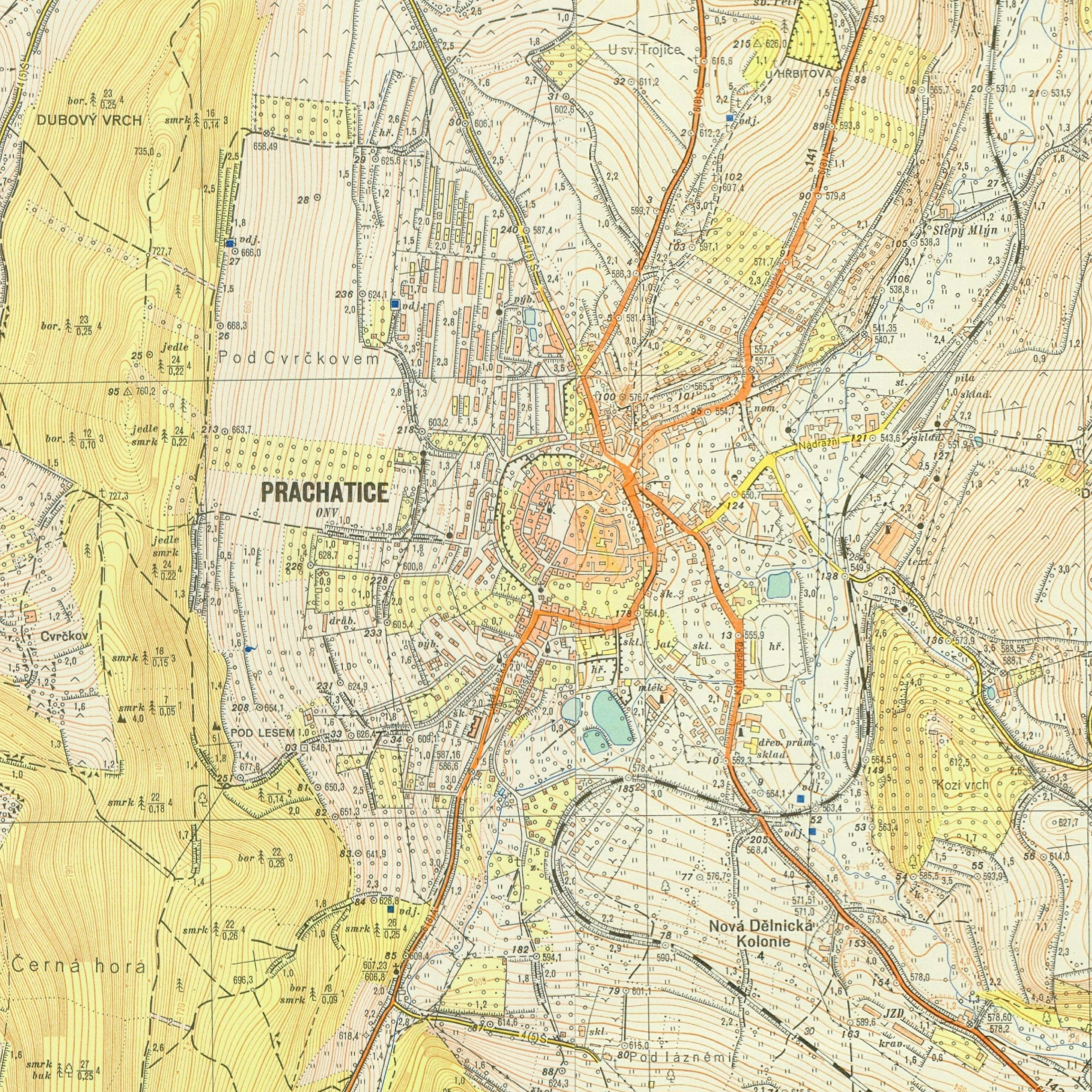
Liliová a Hradební ulice na mapě Prachatic z roku 1958

## Domy v Liliové ulici v Prachaticích

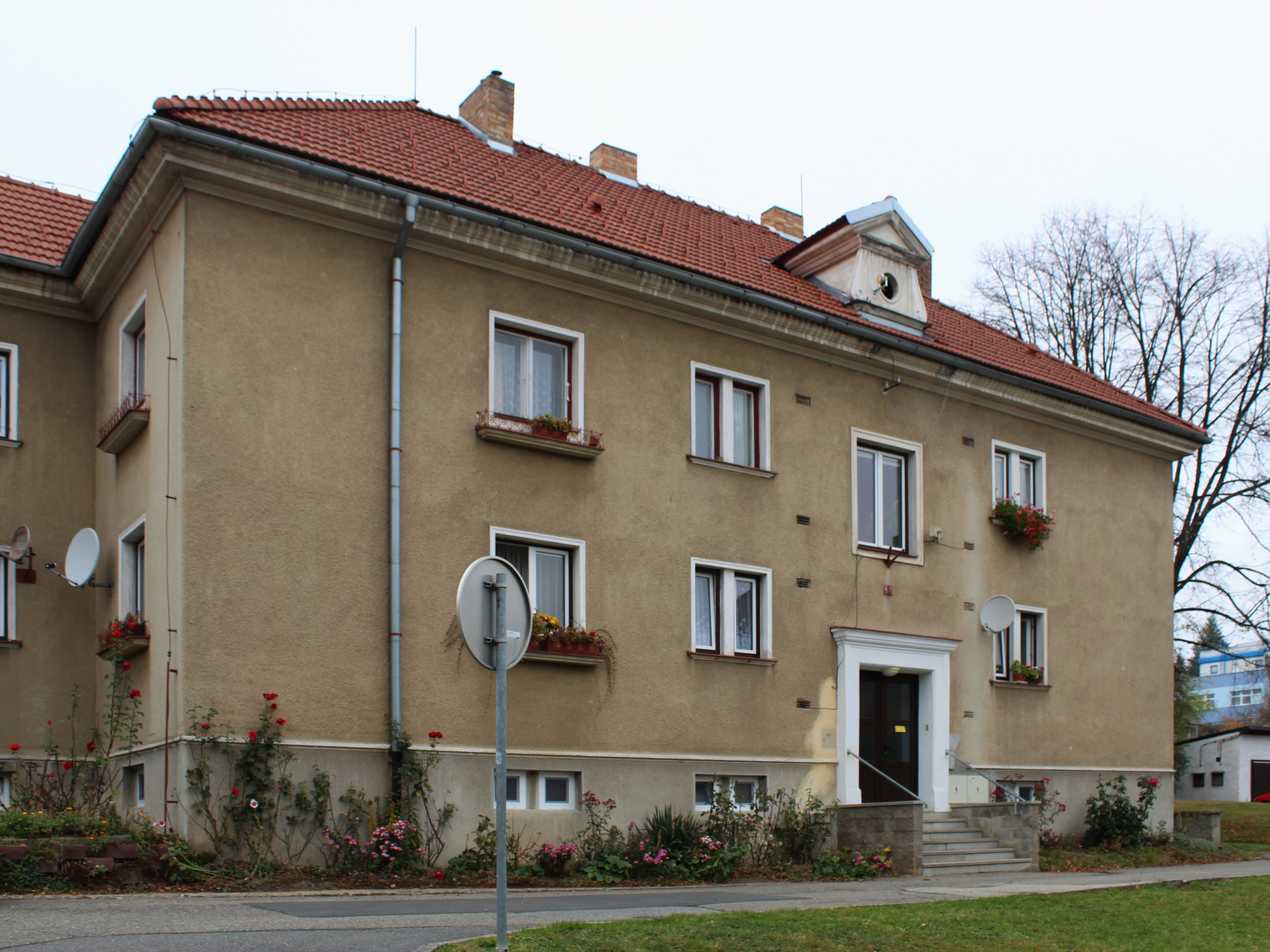
Liliová ulice
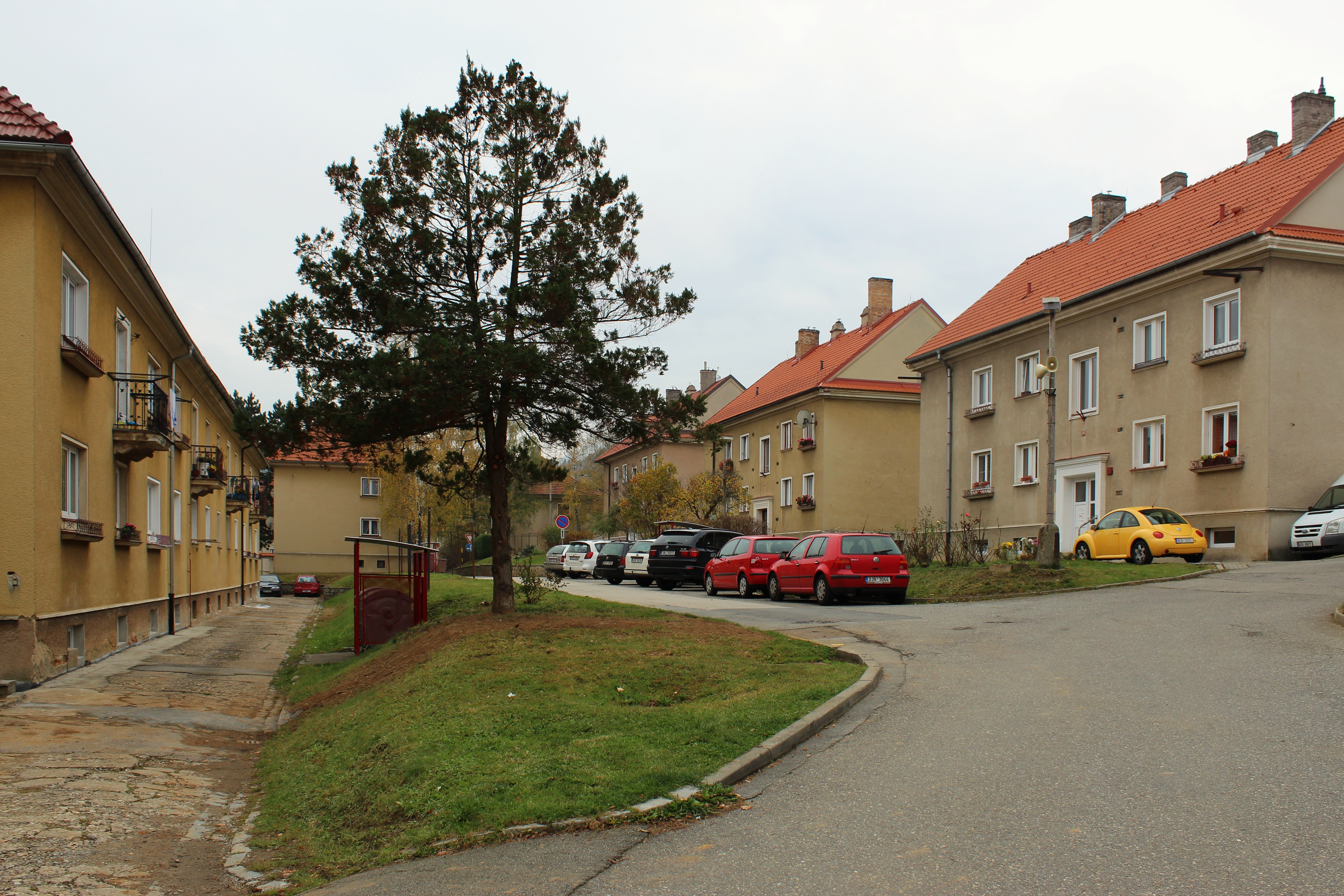
Liliová ulice
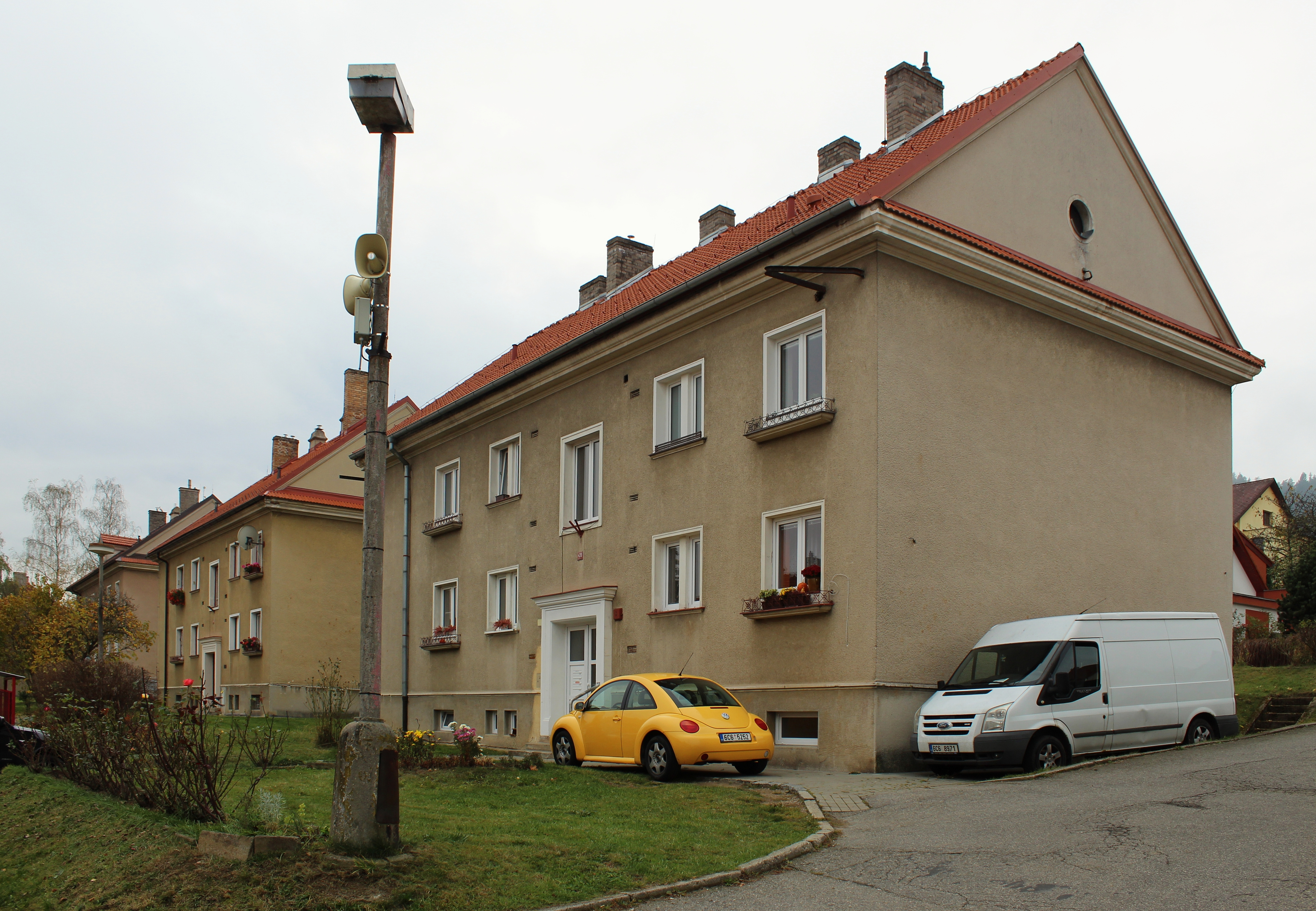
Liliová ulice
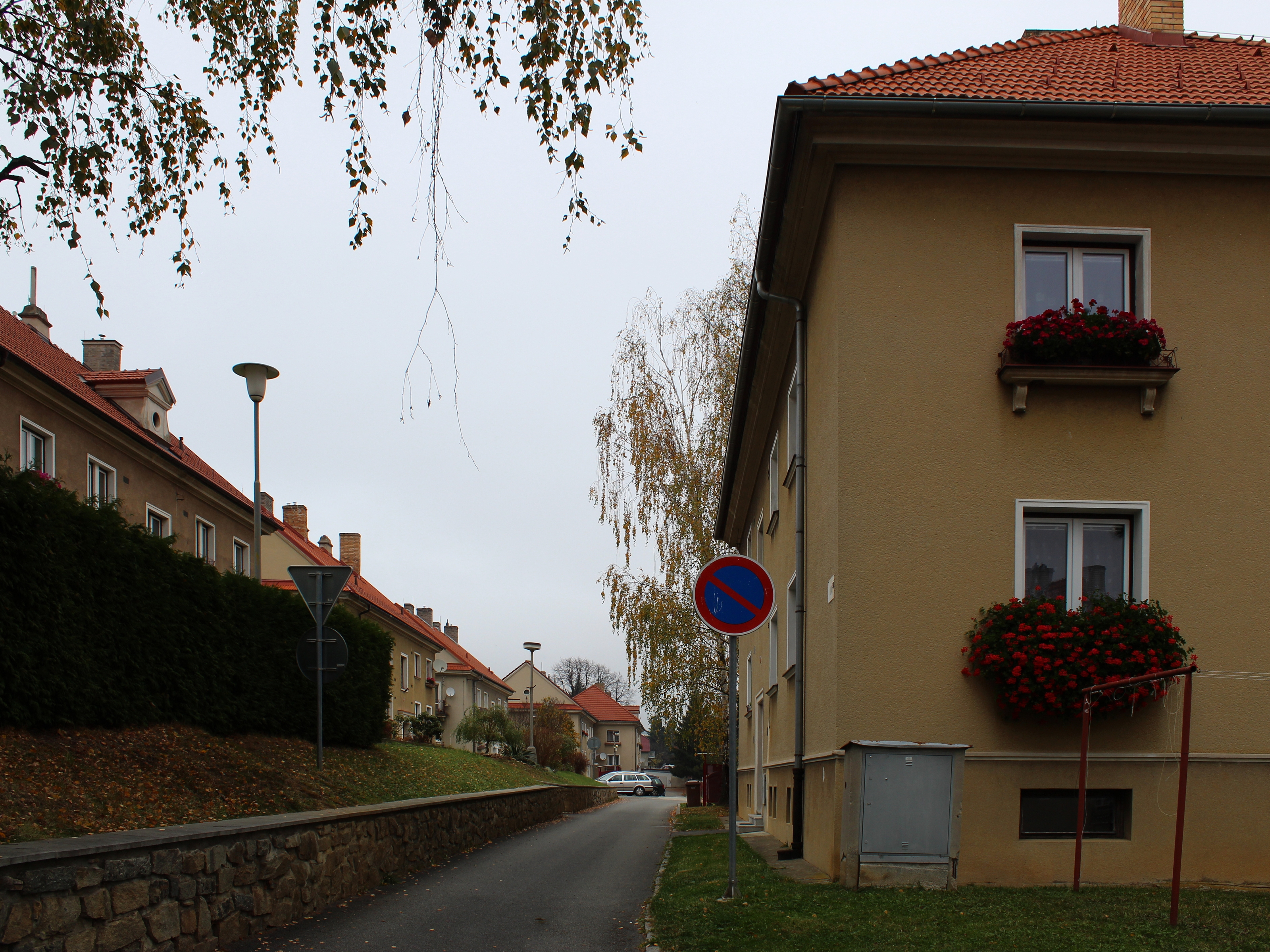
Liliová ulice
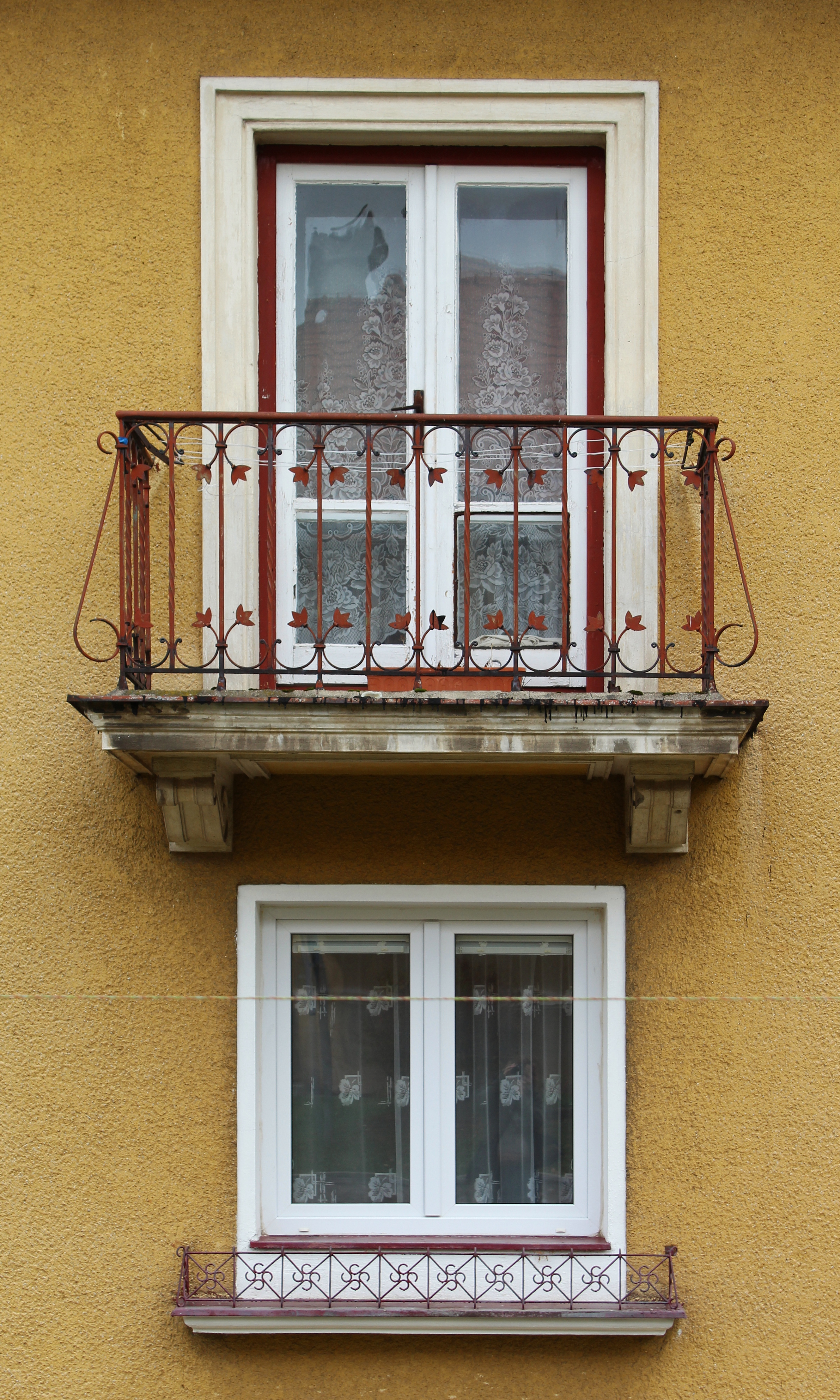
Liliová,  detail balkonu
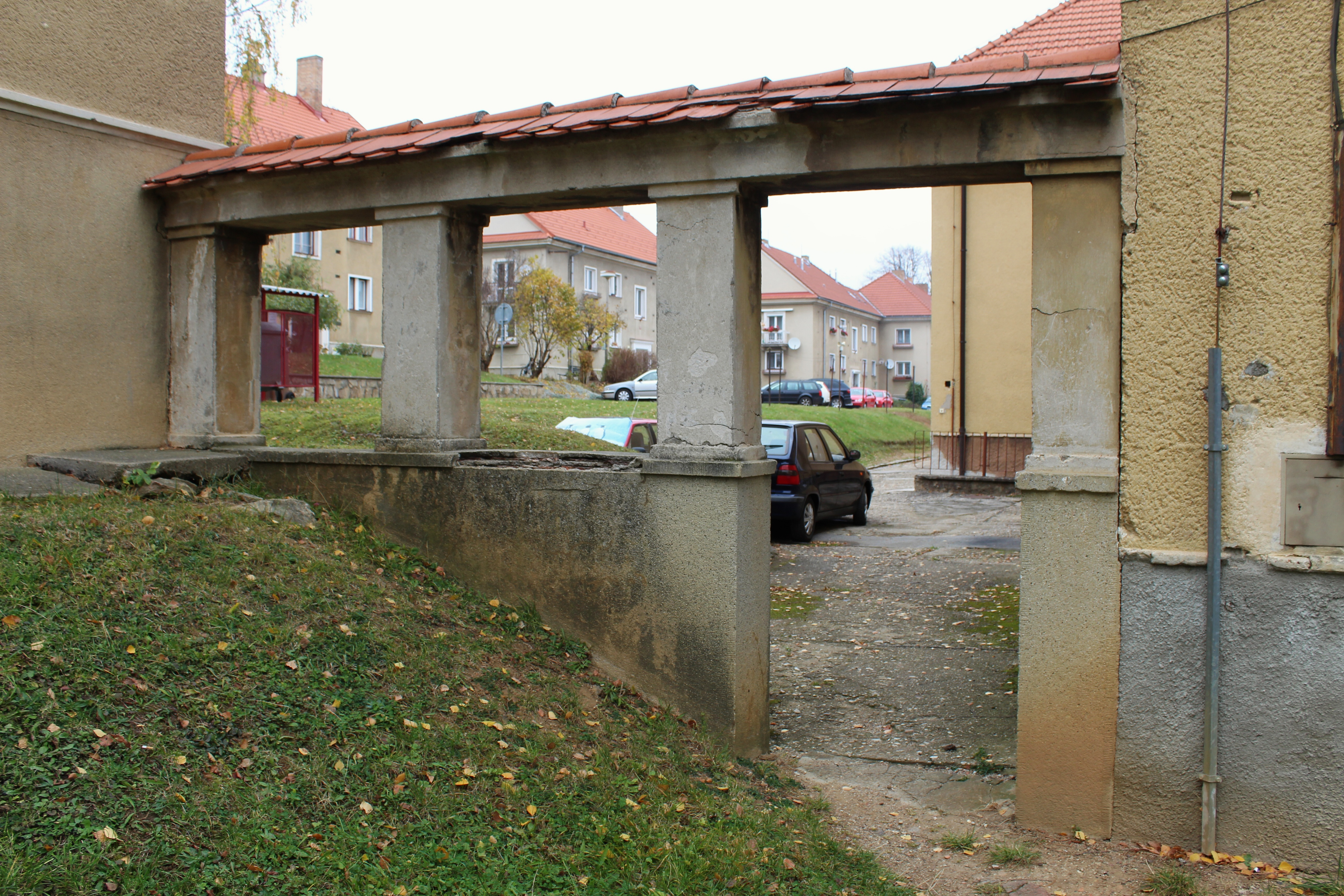
Liliová, průchod mezi čp. 429 a čp. 430

### Domy v Hradební ulici

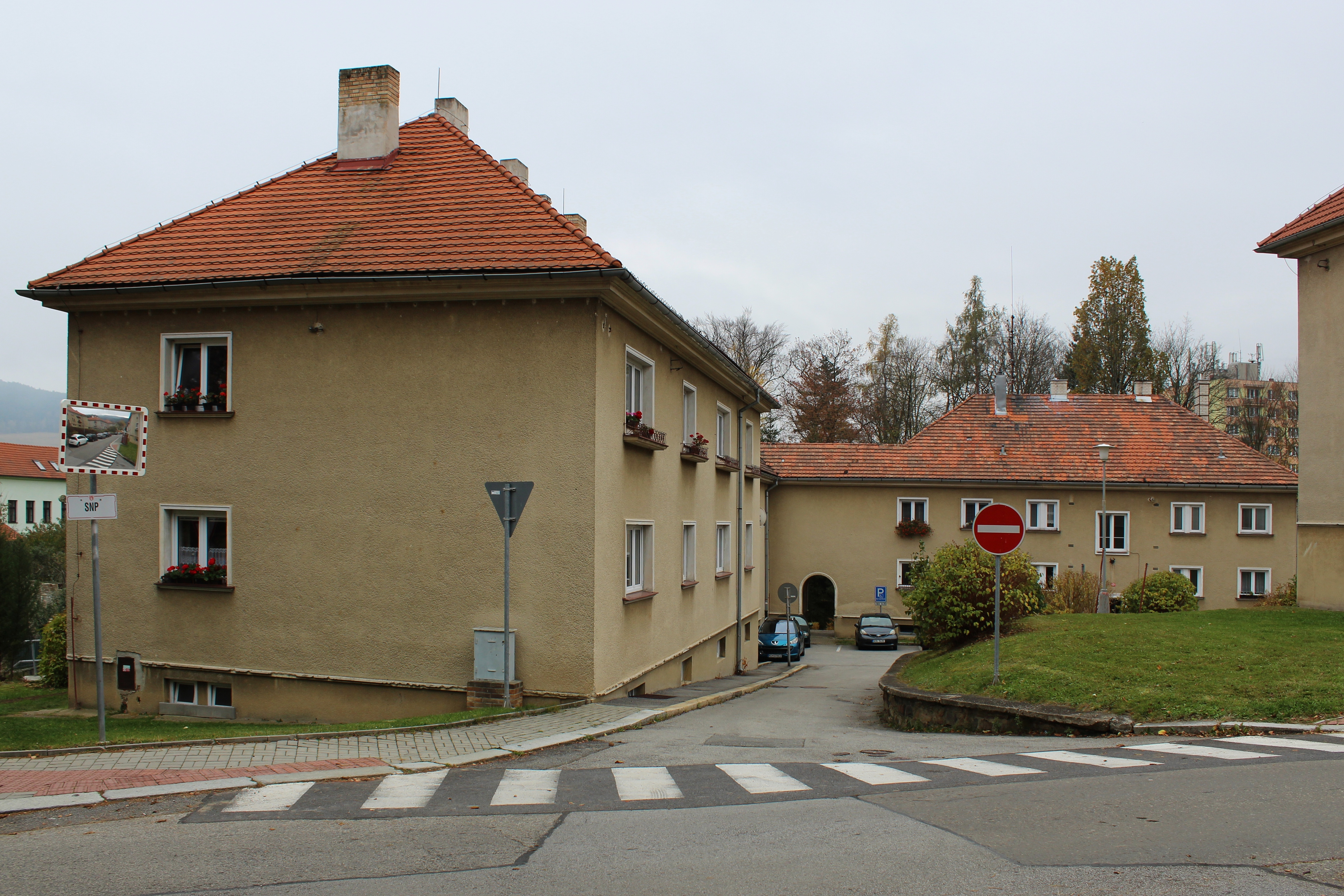
Hradební ulice přes SNP